# Katarzyna (królowa Bośni)
Katarzyna Kosača (ur. ok. 1424 w Mostarze; zm. 25 października 1478 w Rzymie) – królowa Bośni, Błogosławiona Kościoła katolickiego.

## Życiorys
Katarina Kosaca urodziła się w 1424 roku, a jej rodzicami byli Stjepan Vukcić Kosaca i Jelena Balsić. W dniu 26 maja 1446 roku wyszła za mąż za króla Stefana Tomasza Kotromanicia i została koronowana na królową miała dwoje dzieci. Jej mąż zmarł 10 lipca 1461 roku. Ona zmarła mając 54 lata i została pochowana w rzymskim kościele w bazylice Matki Bożej Ołtarza Niebiańskiego. Królowa została beatyfikowana, a jej wspomnienie obchodzone jest w dies natalis (dzienną rocznicę śmierci - 25 października).